# Murya (Azerbaigian)
Murya è un comune dell'Azerbaigian situato nel distretto di Lerik. Conta una popolazione di 930 abitanti.